# Chiesa di San Giuseppe (Gaiba)
La chiesa di San Giuseppe è la parrocchiale di Gaiba, in provincia di Rovigo e diocesi di Adria-Rovigo; fa parte del vicariato di Stienta.

## Storia

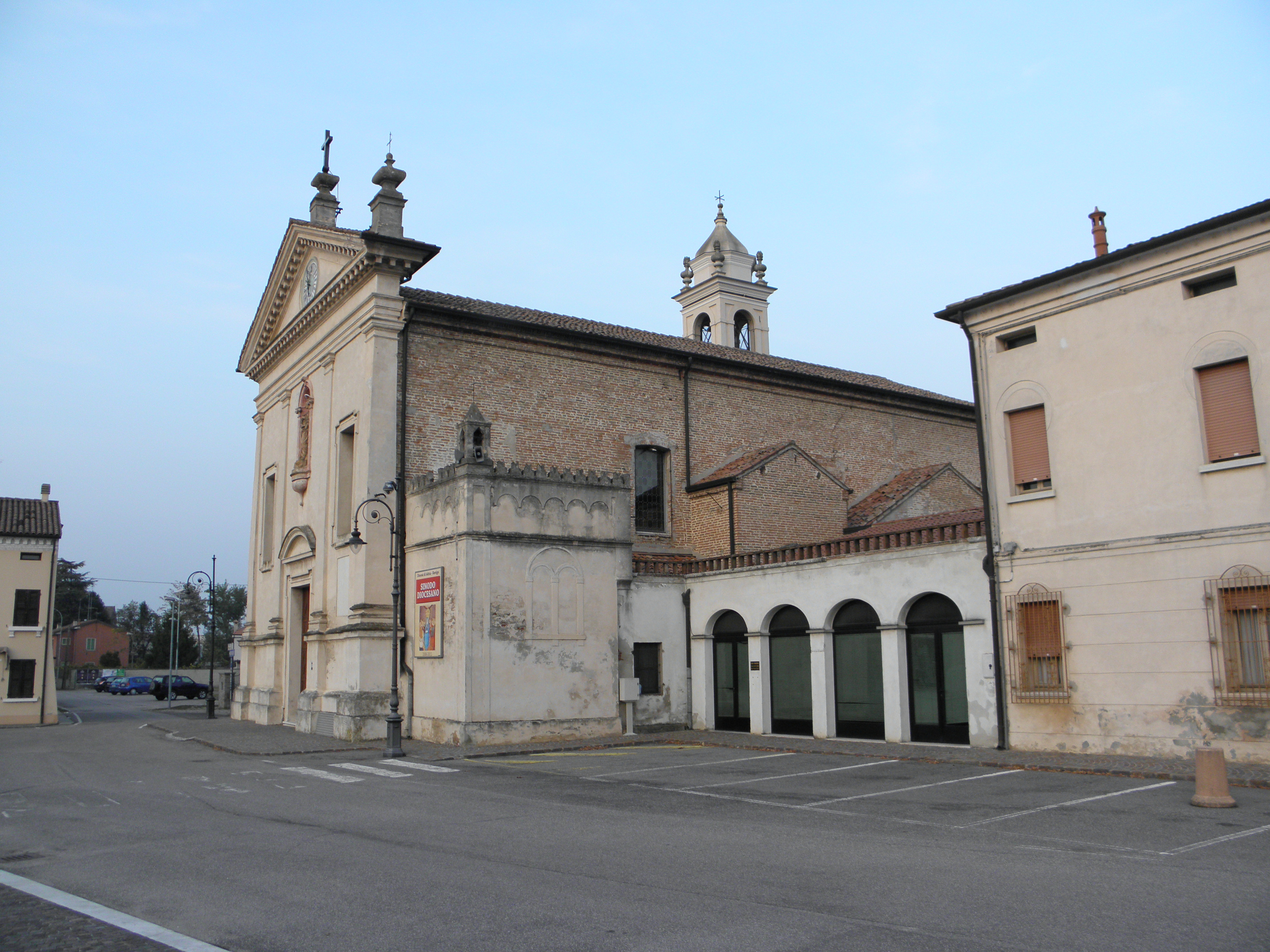
Un'altra inquadratura della chiesa

Le origini di quella che è oggi la chiesa di San Giuseppe risalgono alla metà del settecento. 
Il primo luogo di culto di Gaiba era un oratorio dedicato a san Lorenzo Martire fatto erigere nel XVI secolo dalla nobile famiglia dei Fiaschi.
Dalla relazione della visita pastorale del 1574 di monsignor Maremonti s'apprende che l'oratorio, allora orientato verso la villa, versava in pessime condizioni. Successivamente, dalla relazione della visita del vescovo di Ferrara Giovanni Fontana, si evince che la chiesetta, che era nel frattempo stata dedicata all'Epifania del Signore, era stata restaurata.
È solo nel 1699 che l’oratorio si mostra del tutto rinnovato, dedicato a San Giuseppe, sposo della Beata Vergine Maria. Si legge di una costruzione “recenter erectum a fundamentis”. Questa ha una sacrestia, un coro un battistero e cinque altari in legno non ancora completati. Solo nella visita del 1727 si legge che gli altari sono stati rifiniti; vi si trova anche una nuova cappella ed un cimitero nella parte retrostante.
La chiesa venne riedificata nel XVII secolo, eretta a parrocchiale nel 1734 e consacrata l'8 ottobre 1748 dal vescovo di Ferrara Marcello Crescenzi.

Nel 1818 la chiesa, come tutte quelle situate sulla riva sinistra del fiume Po ma appartenenti all'arcidiocesi di Ferrara, venne staccata da quest'ultima ed aggregata alla diocesi di Adria.
Nel 1972 l'intera struttura fu oggetto di un importante intervento di ristrutturazione
Il 4 settembre 1998 crollò una porzione del soffitto, che venne risanato nel giro di pochi mesi. Dal 2016, dopo i lavori di restauro post terremoto, la chiesa viene riaperta dopo alcuni anni di chiusura ed alcuni lavori di consolidamento strutturale.

## Descrizione

### Facciata
La facciata è semplice, a capanna, in stile neoclassico, coronata da un frontone triangolare con cornice a dentelli e tripartita da quattro lesene doriche che sorreggono il timpano.
Al centro si apre un unico portale sopra il quale vi è una nicchia che accoglie una statua dell’Immacolata.

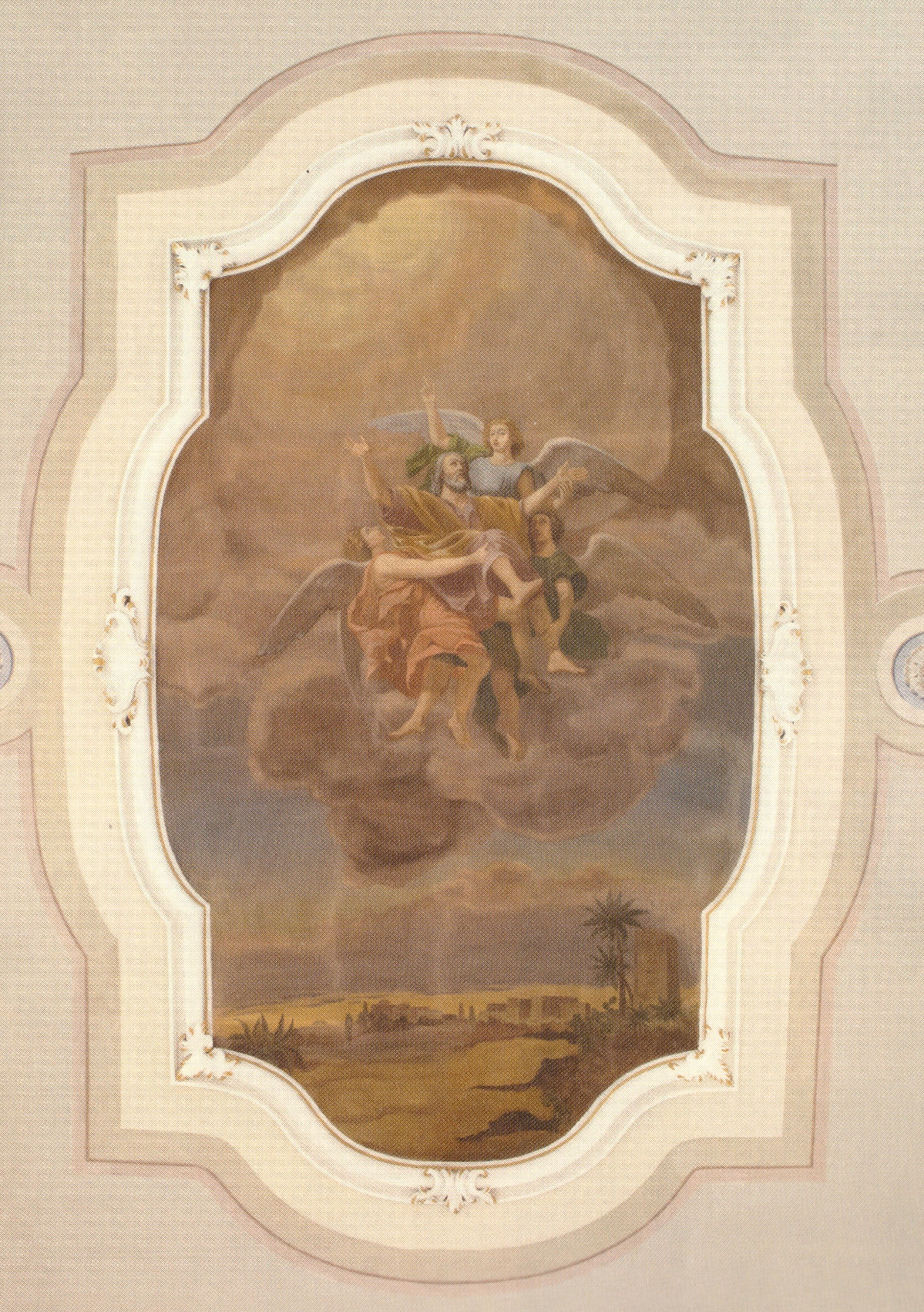
La tela, posta nel soffitto dell'aula della chiesa, raffigura il santo patrono in gloria di angeli. Posta in sostituzione di una malridotta tela precedente. Contornata da una cornice in stucco posta su un cannucciato intonacato.

### Interno
L'interno è molto semplice, con aula unica (che costituisce la navata) con volta a schifo.
Al centro della cupola è posizionata la grande tela dipinta da Don Amedeo Zambotto nel 1943, che raffigura San Giuseppe in gloria di angeli e cherubini. L'attuale tela venne posizionata in sovrapposizione ad una raffigurazione della fuga in Egitto profondamente rovinata da umidità ed eventi bellici. Sempre a lui, dobbiamo le virtù dipinte nei 4 pinnacoli della cupola e i 4 Evangelisti nel presbiterio.
Si conservano all'interno anche un coro in legno di noce e radica, realizzato nel XVIII secolo, la pala settecentesca raffigurante la Madonna con Bambino e san Giuseppe che consegna il rosario a san Domenico e il dipinto che rappresenta l'Adorazione dei pastori, eseguito nel XVII secolo da scuola ferrarese.

### Battistero
L'attuale ambiente, a pianta quadrata e con volta a crociera, venne edificato nel 1861. Da ammirare il fonte battesimale ricavato da un monolito in marmo rosso di Treviso e con piede in cotto. All'epoca della costruzione, il battistero, recava un cancelletto in legno di noce.

### Cappella di Sant'Antonio
L'altare in marmo Biancone di Verona e Breccia visibile oggi fu aggiunto solo nel 1860, sostituendone uno ligneo, la statua invece fu acquistata negli anni 30 del Novecento dalla Val Gardena. Ai lati dell'altare vediamo due tele, a destra Santa Rita arrivata a Gaiba nel 1934, e a sinistra un mezzo busto di Don Bosco.

### Pulpito e confessionale
Sulla parete è conservato ancor'oggi il pulpito in legno di noce, con crocefisso; decorato con nastri finemente intagliati per accogliere iscrizioni ad intarsio. 
Sulla portella del confessionale, opera dell’intagliatore Vincenzo Stabellini, leggiamo l'anno di costruzione (1847).

### Cappella mariana
Dedicato alla Madonna del Rosario. L'altare fu costruito nel 1861 con mensa e paliotto in marmo giallo di Verona, completato da putti alati e tabernacolo mobile, vi erano un tempo conservati i 15 ovali con i misteri del rosario, rubati nel 1999, facenti pare del vecchio altare in legno che accoglieva al centro la statua vestita (traslata in seguito a decreti vescovili che ne proibivano il culto) in località Tommaselle dove ancora è venerata sotto il nome di Madonna della Cintura.
Nella parete laterale è oggi esposta la statua di Sant'Anna, precedentemente vi era esposta la statua in legno policromo di San Giuseppe, patrono della comunità.

### Presbiterio

#### Altare maggiore
Posto al centro del presbiterio, rialzato di due gradini in marmo, troviamo l'altare maggiore, costruito nel 1875 in marmo biancone e rosso di Verona, con putti in stucco.
Sopra l'altare è possibile osservare entro una cornice in stucco la tela settecentesca raffigurante San Michele Arcangelo.

##### Pala del rosario
Dal 1934 sopra il coro - spostata dalla posizione originaria sopra la porta d'ingresso - sta la pala raffigurante Maria che porge il rosario a San Domenico, di autore anonimo recentemente restaurata così da potersi mostrare ai fedeli in tutta la sua bellezza.

##### Baldacchino sopra l'altare

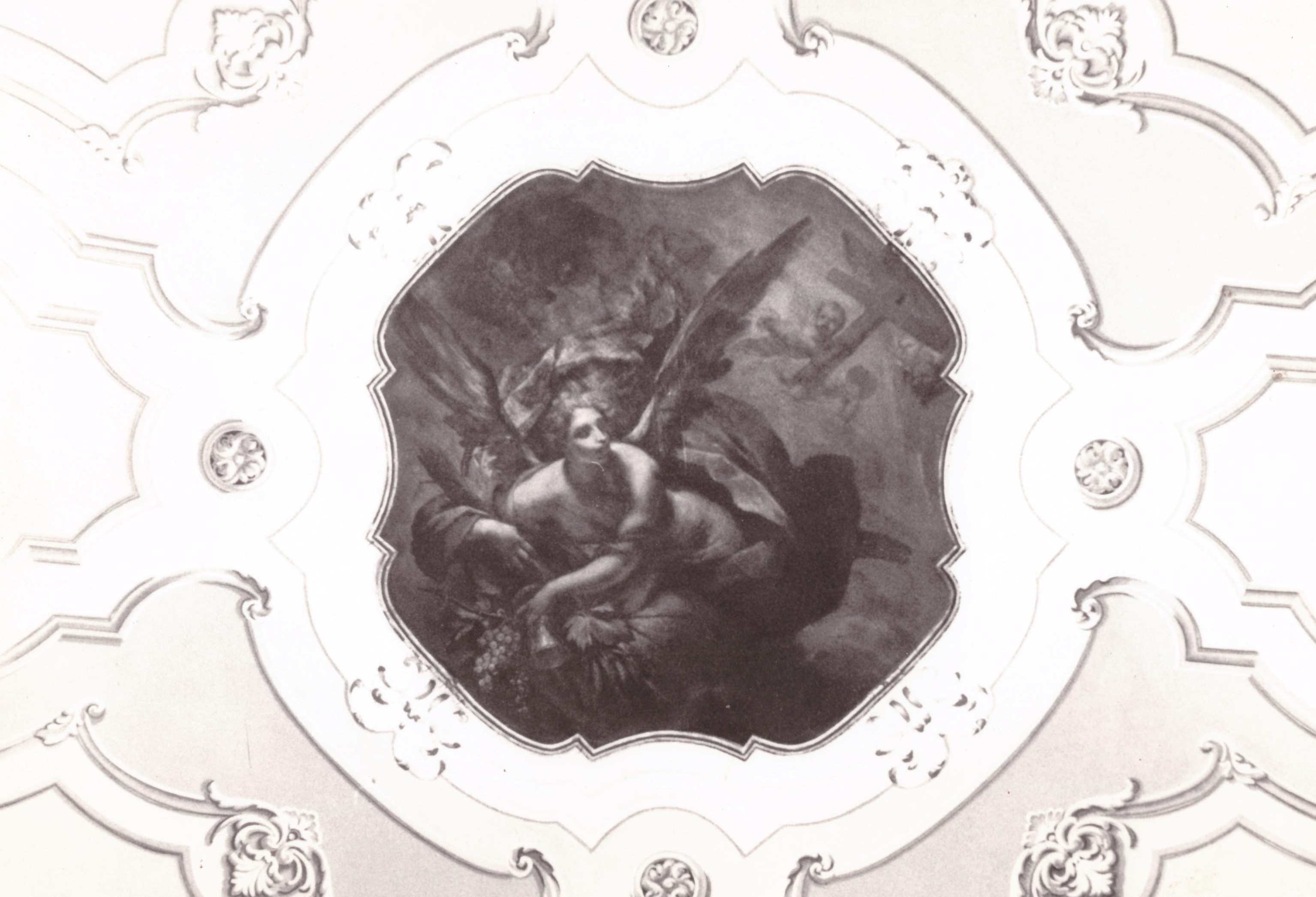
Tela settecentesca raffigurante San Michele Arcangelo, posta nel soffitto del presbiterio della chiesa di San Giuseppe in Gaiba (RO).

Sopra l'altare è sospeso il baldacchino settecentesco in legno dorato ed intagliato, dipinto dal locale Giuseppe Ghedini con una raffigurazione dello Spirito Santo in gloria di Cherubini.

#### Coro ligneo e organo
L'abside conserva un coro ligneo dell'artigiano locale Dal Buono datato 1777 realizzato con le eredità della Marchesa Caterina Barberini in radica e legno di noce intarsiati. 
L'organo, posto nella parete di destra del presbiterio, attribuibile alla ditta Ferdinando Montesanti di maestranze mantovane.

### Cappella invernale
Originariamente definita Camera del Santissimo Sacramento, perché qua ha sede il ritrovo della confraternita. Solo dal 1849, come testimoniato dalla lapide, diventerà cappella dell'Immacolata. L'altare, interamente affrescato, reca sul soffitto la colomba dello 
Spirito Santo. Ai lati, trovano spazio due reliquiari in legno intagliato.

### Altare votivo del Crocifisso
Realizzato nel 1860 in marmo biancone di Verona, marmo giallo e breccia. Grazie alla lapide alla sinistra della cappella, capiamo che la cappella è stata costruita ex novo dal capitano Barberini e dal gemello; si tratta quindi di una cappella privata (votiva) anche se aperta alla pubblica devozione. Viste le condizioni critiche della tela precedentemente collocata nell'altare, si decise di rinnovarlo. La nuova opera, in legno di cirmolo, fu commissionata allo scultore Francesco D'Orazi, veneziano. Il 20 settembre 1853, il Crocefisso, arrivato a Ficarolo con la nave del carbone, fu portato in solenne processione fino alla chiesa e collocato dove, ancora oggi, si può vedere.

### Cappella di San Luigi Gonzaga
Originariamente dedicato a San Francesco da Paola, dove erano venerate le sue reliquie. Nel 1835 si decise di cambiare dedicazione all'altare. Fu il marchese Fiaschi ad acquistare la nuova statua in cartapesta - pregevole opera della bottega faentina del Graziani (Giovan Battista Ballanti). La cappella accoglie anche la statua di San Carlo Borromeo, proveniente dall'oratorio di Bonello; i due santi trascorsero un periodo di vita comune, infatti, San Luigi, ricevette la prima comunione proprio da San Carlo.

### Cappella di San Giuseppe, Patrono
La prima cappella a sinistra rappresenta un caso unico all'interno della parrocchiale. 
Si tratta dell'unico altare realizzato interamente in marmo. L'intera cappella venne edificata solo nel 1943 per dedicarla a San Giuseppe, al centro dell'altare è posta una statua in gesso policromo. L'opera è stata voluta da Mons. Giuseppe Bisi, parroco lungimirante con 33 anni di servizio presso la parrocchia di Gaiba.